# WE2 タマゴの…キミ
『WE2 タマゴの…キミ』は、1996年7月から1997年3月にかけて、TBSラジオ他民放AMラジオ23局ネットで放送されたラジオ番組。略称はタマキミ。前番組『ラジオはアメリカン』に引き続き、ナムコの一社提供。
東京・二子玉川にあるテーマパーク「ナムコ・ワンダーエッグ2」のリニューアルオープンに伴い設置されたサテライトスタジオ「WE2ステーション」で公開録音の形を取っていた。放送時間は各局によって違い、TBSラジオでは毎週土曜日の深夜1時半から放送されていた。

## パーソナリティ
- 槙健一（1996年12月まで）
- 浅川悠
- 白河真由
  - 浅川・白河は当初アシスタントとして参加していたが、槙の体調不良による降板に伴いパーソナリティに昇格。

| TBSラジオ 毎週土曜日 25:30 - 26:00 枠 | TBSラジオ 毎週土曜日 25:30 - 26:00 枠 | TBSラジオ 毎週土曜日 25:30 - 26:00 枠 |
| 前番組                                | 番組名                                | 次番組                                |
| ------------------------------------- | ------------------------------------- | ------------------------------------- |
| ラジオはアメリカン                    | WE2 タマゴの…キミ                     | 大槻ケンヂとタマゴのキミっ            |